# Масатан (муниципалитет Соноры)
Масатан (исп. Mazatán) — муниципалитет в Мексике, штат Сонора, с административным центром в одноимённом посёлке. Численность населения, по данным переписи 2020 года, составила 1101 человек.

## Общие сведения
Название Mazatán с языка индейцев опата можно перевести как — место оленей.
Площадь муниципалитета равна 683 км², что составляет 0,4 % от площади штата, а наиболее высоко расположенное поселение Лос-Куатес, находится на высоте 682 метра.
Он граничит с другими муниципалитетами Соноры: на севере с Уресом, на востоке с Вилья-Пескейрой, на юге с Ла-Колорадой, и на западе с Эрмосильо.

## Учреждение и состав
Муниципалитет был образован 11 октября 1934 года, по данным 2020 года в его состав входит 17 населённых пунктов, самые крупные из которых:
| Код INEGI                  | Населённый пункт                                                                 | Численность населения (2005 год) | Численность населения (2010 год) | Численность населения (2020 год) |
| -------------------------- | -------------------------------------------------------------------------------- | -------------------------------- | -------------------------------- | -------------------------------- |
| 037                        | Всего                                                                            | 1363                             | 1350                             | 1101                             |
| 0001                       | Масатан (исп. Mazatán) 29°00′12″ с. ш. 110°08′25″ з. д. (административный центр) | 1312                             | 1285                             | 1058                             |
| 0035                       | Сан-Фермин (исп. San Fermín) 28°53′46″ с. ш. 110°07′21″ з. д.                    | —                                | 7                                | 9                                |
| 0128                       | Ла-Касита (исп. La Casita) 28°49′59″ с. ш. 110°01′26″ з. д.                      | 3                                | 12                               | 6                                |
| —                          | Прочие                                                                           | 48                               | 46                               | 28                               |
| Названия на карте Генштаба |                                                                                  |                                  |                                  |                                  |

## Экономическая деятельность
По статистическим данным 2000 года, работоспособное население занято по секторам экономики в следующих пропорциях:
- сельское хозяйство, скотоводство и рыбная ловля — 37,9 %;
- промышленность и строительство — 21,2 %;
- торговля, сферы услуг и туризма — 37,7 %;
- безработные — 3,2 %.

## Инфраструктура
По статистическим данным 2020 года, инфраструктура развита следующим образом:
- электрификация: 97,5 %;
- водоснабжение: 96 %;
- водоотведение: 97 %.